# Szentháromság–Szergij-kolostor
A Szentháromság–Szergij-kolostor (oroszul: Троице-Сергиева лавра, Troice-Szergijeva lavra) az orosz ortodox egyház egyik központja és hívőinek zarándokhelye, Oroszország egyik leghíresebb kolostora, mely az ország történelmében is fontos szerepet játszott. Korunkban nemcsak zarándokhely, hanem a főváros környéki idegenforgalom, az ún. Aranygyűrű (Золотое кольцo) útvonalának is egyik kedvelt célpontja.
Moszkvától 71 km-re, Szergijev Poszad város központjában fekszik, a város maga is a kolostornak köszönheti létét és nevét. Az épületegyüttes a város néhány más műemlékével együtt 1993 óta a világörökség része.

## Történeti áttekintés
A kolostort az 1340-es években egy Szergij nevű szerzetes és testvére alapították a Radonyezs település melletti erdőben. Nemsokára a Szentháromság tiszteletére fatemplomot emeltek, később a kolostor alapítója nevét vette fel. A hagyomány szerint 1380-ban a hadba induló Dmitrij Ivanovics moszkvai fejedelmet Szergij szerzetes megáldotta és megjósolta győzelmét. A Don-folyó melletti Kulikovo mezején megvívott sorsdöntő csatában az orosz seregek először arattak győzelmet az Arany Horda csapatai felett, a fejedelem ezután kapta a Donszkoj nevet. A kolostornak híre kelt, Szergijnek számos követője, tanítványa támadt, akik közül többen az északi földeken újabb kolostorokat alapítottak. A sok különálló orosz fejedelemség idején ezek a kolostorok a széthúzás helyett az összetartozást képviselték, végső soron pedig az egységesülő ország és a központi hatalom megerősödését szolgálták. Szergij atya 1392-be hunyt el és 60 évvel később szentté avatták. Sírja a kolostorral együtt zarándokhellyé vált.

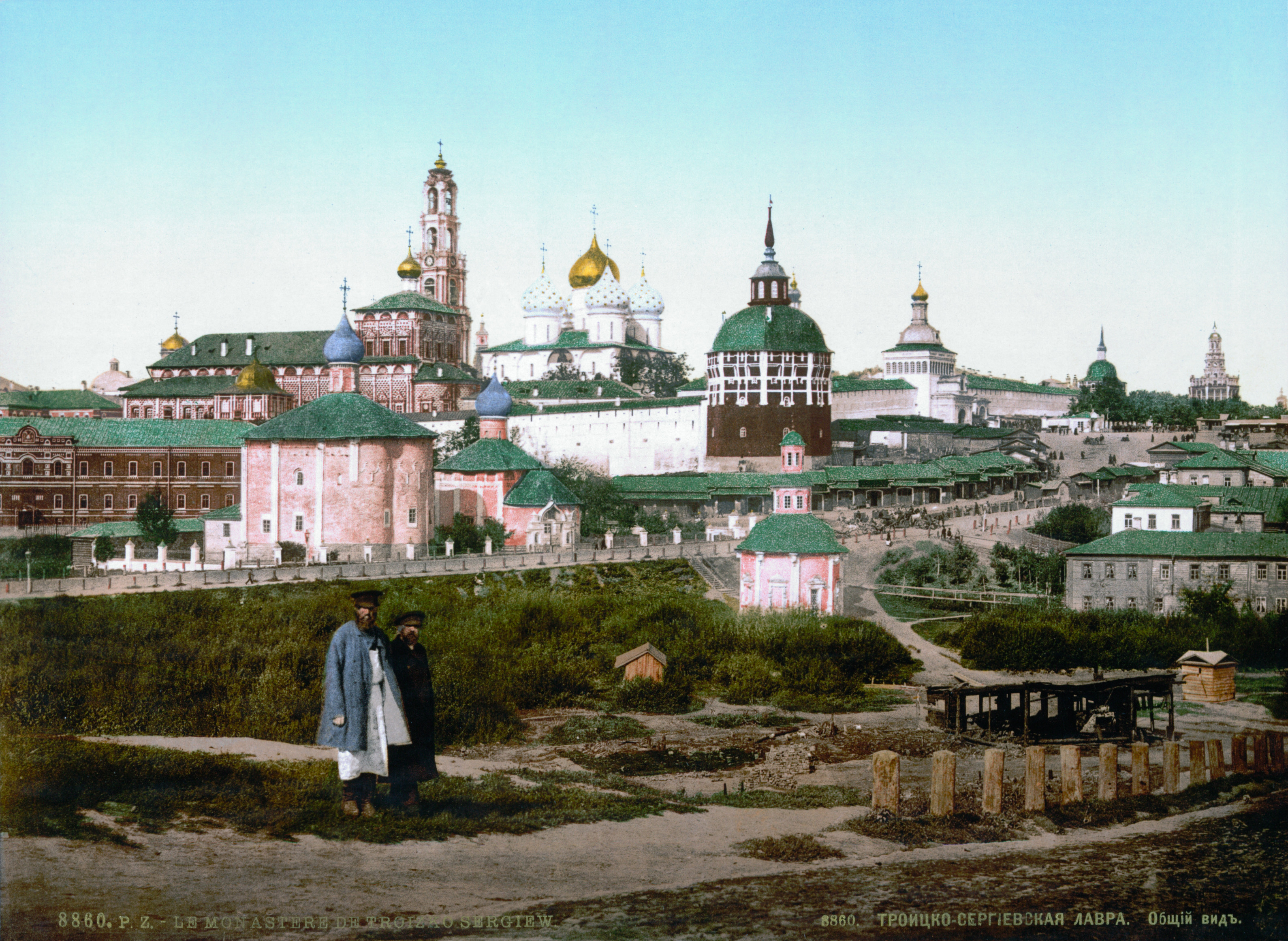
A kolostor látképe az 1890-es években

1408-ban az Arany Horda csapatai kifosztották és felégették a kolostort. 1422-ben rakták le az alapító Szergij atya sírja fölé építendő, ma is álló Szentháromság-székesegyház alapjait, és a század közepén egy másik kőtemplomot is emeltek. A kolostor csakhamar a moszkvai földek egyházi és szellemi központja lett. Falai között ikonfestők, ötvösök, faragó-, kovács-, öntő- és más kézműves mesterek dolgoztak, évkönyveket írtak és szent könyveket másoltak. Itt működött az orosz ikonfestészet két kimagasló alakja, Andrej Rubljov és Danyiil Csornij is.
Mint a korabeli kolostorok többsége, ez sem csak szellemi központ, hanem fontos erődítmény is volt. A faerőd első kőkapuját és kaputemplomát 1515-ben készítették, az 1540-es években pedig a korábbi faerődítés helyett az egész kolostort sarokbástyákkal megerősített, masszív kőfallal vették körül. A lengyel-litván csapatok 1608-tól 16 hónapon át tartó ostrommal sem tudták bevenni. A kolostor azután a Moszkva felszabadítására készülő csapatok egyik kiindulópontja volt. 1689-ben, 17 évesen itt rejtőzött el a leendő I. Péter cár, amikor hírét vette, hogy életére törnek; itt zajlott le később kegyetlen leszámolása is a fellázadt sztrelecekkel.
A cárok és a gazdag bojárok századokon át bőkezű adományokkal támogatták a kolostort. A 17. század második felében hadászati jelentősége megszűnt, de gazdagsága és befolyása tovább növekedett. 1744-ben főkolostori rangra emelték (a lavra a legfőbb egyházi szerveknek van alárendelve), területén papi szemináriumot létesítettek. Ekkor már az ország egyik leggazdagabb kolostora volt. 1763-ban hatalmas földbirtokokkal és több tízezer jobbággyal rendelkezett, kiterjedt kereskedelmet folytatott. 1764-ben, az egyházi javak részleges kisajátításakor a lavra birtokai is az államkincstár fennhatósága alá kerültek, a szerzetesi közösség pedig állami juttatásban részesült.
1814-ben Moszkvából ide helyezték át a Teológiai Akadémiát, amely több mint száz évig megszakítás nélkül működött. Az 1910-es években a kolostor falai között kb. 400 szerzetes élt. 1920-ban a kolostort feloszlatták és bezárták, területén múzeumot alakítottak ki, de épületeit más célokra is igénybe vették. 1946-ban az épületek egy részét visszaadták az egyháznak, ezekben újra engedélyezték a kolostor működését, két évvel később a Teológiai Akadémia tevékenységét is, mely azóta is itt működik.

## A kolostor főbb épületei

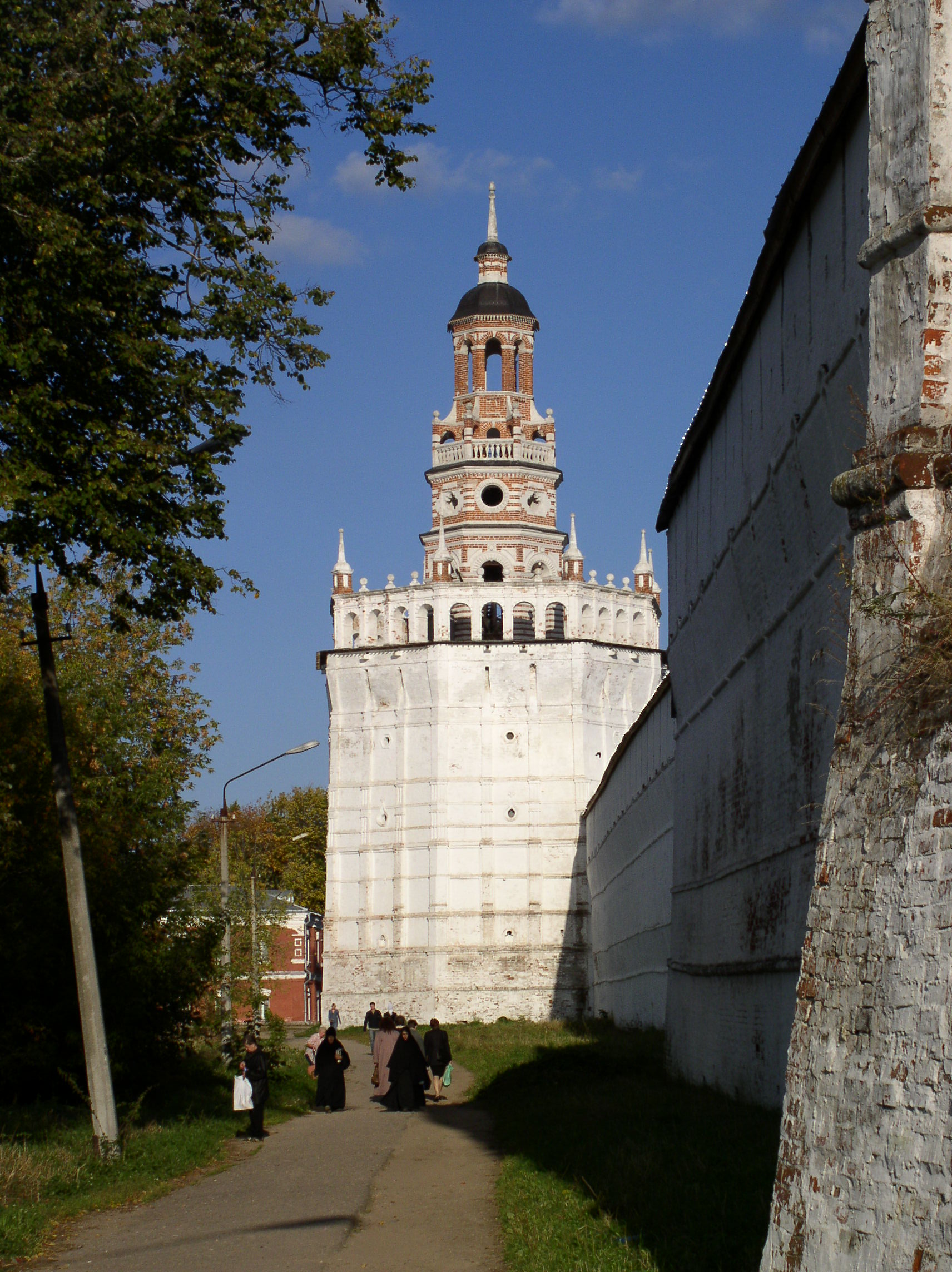
A Kacsa-torony

A Szentháromság–Szergij-kolostor a 15-18. századi orosz egyházi építészet történetének valóságos tárháza. Az épületegyüttes négy évszázadon át formálódott, alakult. Napjainkban mintegy 50 kisebb-nagyobb egyházi, közösségi, illetve gazdasági célú épületből áll.

### A kolostorfal
A kolostorerőd fokozottabb védelmét biztosító kőfalat IV. (Rettegett) Iván cár uralkodásának idején, 1540-1550 között építették, a 17. században megerősítették és jóval magasabbra emelték. A ma is álló, háromszintes fal 1284 m (1120 m?) hosszú, magassága 7 és 14 m között váltakozik, legnagyobb szélessége néhol a 6 m-t is eléri. Miután a kolostor elvesztette hadászati jelentőségét, bástyái közül többet átépítettek vagy dekoratív részekkel toldottak meg. Mai tizenegy vaskos bástyatornya közül csak két-három őrizte meg régi, 17. századi alakját. Ilyen a hatszintes Péntek torony (Пятницкая башня, 1640), amelyet az 1608. évi ostrom idején felrobbantott korábbi bástya helyén emeltek. A 17. században épült a Vízi torony is (Водяная башня), mely a mellette egykor elterülő tóról kapta nevét; valamint a Kacsa-torony (Уточья башня), amely 1863-tól száz éven át a kolostor vízellátását szolgálta. A Vörös-torony (Красная воротная башня) a kolostor főbejárata fölött magasodik, ezért a 19. században teljesen átépítették, díszítései is ebből a korból valók.

### 15. század

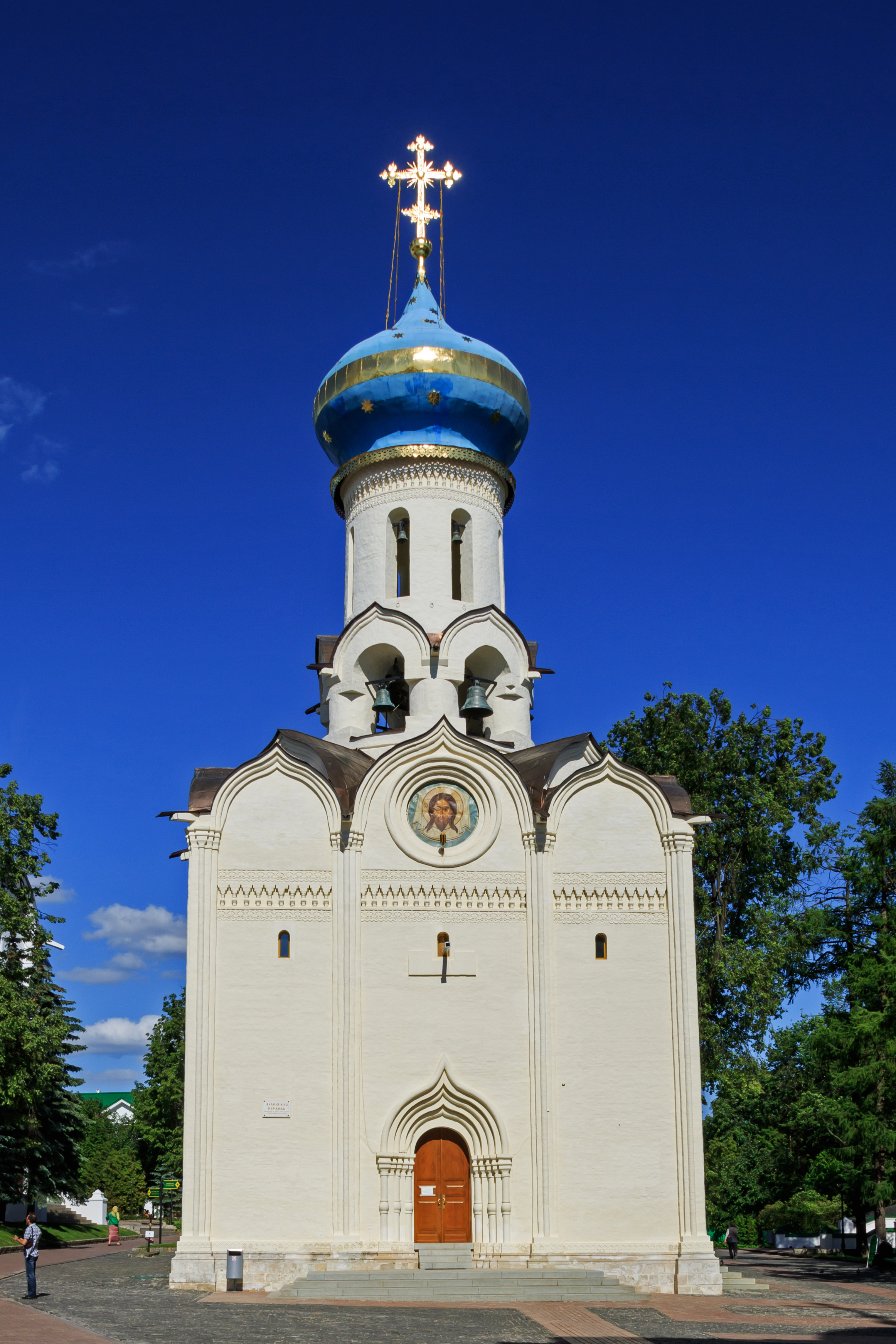
A Szentlélek-templom

- A Szentháromság-székesegyház (Троицкий собор, Troickij-székesegyház) a kolostor legrégebbi épülete, 1422-1423-ban fehér faragott kőből épült. Az egykupolás, szerény méretű templomot a korábbi fatemplom helyén emelték, körülötte alakult ki fokozatosan a kolostor épületegyüttese. Itt helyezték el Szent Szergij maradványait, az 1548-ban épített szomszédos kápolnában pedig az orosz egyházszakadást előidéző pátriárka, Nyikon hamvait. A székesegyház freskóit eredetileg Andrej Rubljov és Danyiil Csornij festette, ám ezek nem maradtak fenn, a mai falfestés a 17. században készült. Rubljov ikonjai közül néhány az ikonosztázon ma is látható; világhírű alkotását, a Szentháromság-ikont azonban 1929 óta nem itt, hanem az Állami Tretyakov Képtárban őrzik, a templomban csupán másolatát állították ki.
- A 15. század második feléből való a Szentlélek-templom (Духовская церковь, Duhovszkaja-templom), melyet pszkovi építőmesterek készítettek 1476-1477-ben. Egyszerű, de arányos kompozíciójú, könnyed alkotás, a kolostor első téglaépülete volt. A pszkovi egyházi építészet hagyományos megoldása, hogy a kupola alatti rész (az ún. dob) félig nyitott, ami biztosítja a jó rezonanciát az itt elhelyezett harangok hangjának.

### 16. század
- A kolostor a 16. század második felében monumentális alkotással gazdagodott. A Mária elszenderedése-székesegyház (Успенский собор, Uszpenszkij-székesegyház) IV. Iván cár kívánságára épült, aki építkezéseivel demonstrálni akarta az orosz csapatok győzelmeit és a központi hatalom megerősödését. Az építkezést 1559-ben kezdték meg, de csak IV. Iván halála után, 1585-ben fejezték be. A székesegyház (az ország több nagy katedrálisához hasonlóan) a moszkvai Kremll azonos nevű székesegyházának mintájára készült, bár valamivel nagyobb annál, és attól eltérően nem faragott kőből, hanem téglából emelték. A kolostor központi terén magasodó templomot a hagyományos öt hagymakupolával látták el. Magas, keskeny ablakai erőteljesen hangsúlyozzák a falak súlyosságát, az egész épület ünnepélyes, méltóságteljes hangulatot áraszt. Belső tereinek freskóit a 17. században jaroszlavli mesterek festették. Bár az épületet később többször átépítették, a freskók eredeti formájukban maradtak fenn. Az Uszpenszkij-székesegyház mellé a 17. század elején kisebb kápolnát építettek. Itt temették el az 1605-ben elhunyt Borisz Godunovot, valamint családját: feleségét, Marija Szkuratova-Belszkaja cárnét és fiát, II. Fjodor cárt is, akiket 1606-ban gyilkoltak meg.

### 17. század

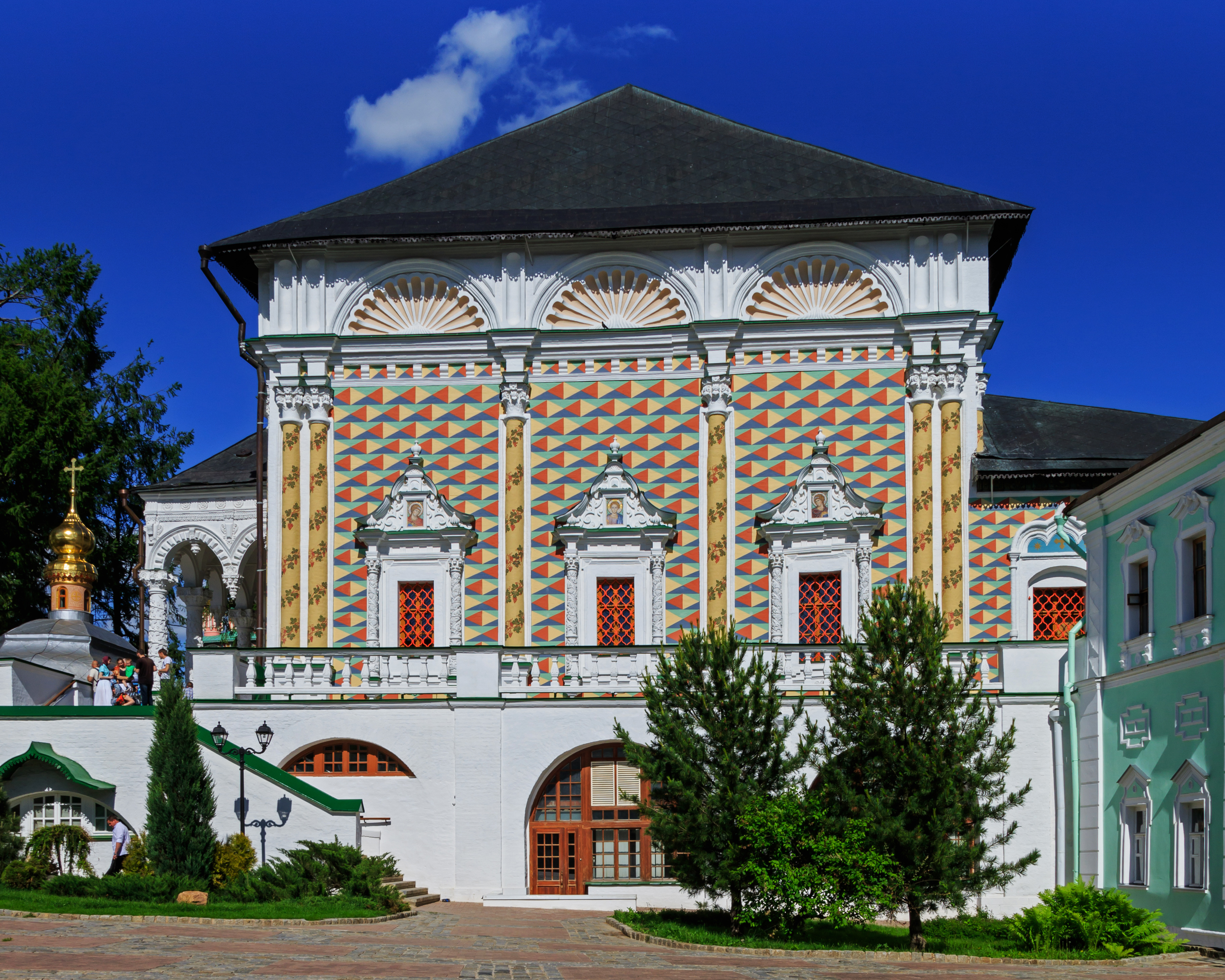
A refektórium, előtte a kis méretű Szergij-templom

- Refektórium (Трапезная палата, Trapeznaja palota, 1686-1692). A refektórium a kolostor ebédlője, de egykor ebben az épületben kapott helyet az élelmiszerraktár, a konyha, a sütöde és több más gazdasági helyiség is. Legnagyobb, 510 m²-es központi termében fogadásokat, ünnepi főpapi gyűléseket is tartottak. Az épületet nyitott galéria veszi körül. Homlokzatán kockás, élénk színekre festett mozaik díszítés fut végig, széles ablakait kívül fehér kőből faragott, csavart oszlopok keretezik. Az emeleti helyiségekben tárolták egykor a kolostor kéziratait. 
A refektóriumhoz egy kisebb dekoratív épület, a Szergij-templom (más néven Mihej-templom, csatlakozik, ez 1734-ben épült.
- Keresztelő Szent János születése nevű kaputemplom (церковь Рождества Иоанна Предтечи, cerkov Rozsgyesztva Ioanna Predtyecsi). A templomot a kor egyik leggazdagabb családja, a Sztroganov-család emeltette a század végén (1693-1699). A négyzet alakú épület alsó szintje boltíves átjárót alkot, melynek falait freskók borítják. A felső szintre a boltívek alatt két oldalon nyíló lépcsőkön lehet feljutni.
- Cári palota (Царские чертоги, Carszkije csertogi). Az emeletes palota szintén a századvég tipikus, egyesek szerint „moszkvai barokk” stílusban készült alkotása. Közvetlenül a refektórium felépítése után, Alekszej Mihajlovics cár részére emelték; homlokzatának díszítése is a refektórium „kockás” díszítő motívumait ismétli. Ebbe a palotába helyezték át Moszkvából 1814-ben a Teológiai Akadémiát, ezért akkor az épületet átépítették, nyitott galériáját és a bejárat díszlépcsőjét elbontották. 1896-ban az egyik szárnyat templommá alakították át.
- Az Ispotály (Больничные палаты, bolnyicsnyije palati) 1635-1638 között keletkezett, az emeletes téglaépületet fehér faragott kővel díszítették. A vele egy időben épült, hozzá csatlakozó templom (a Szoloveckij-kolostor alapítói, Zoszima és Szavvatyij tiszteletére szentelt templom) a kolostor egyetlen fennmaradt sátortetős templomépülete.

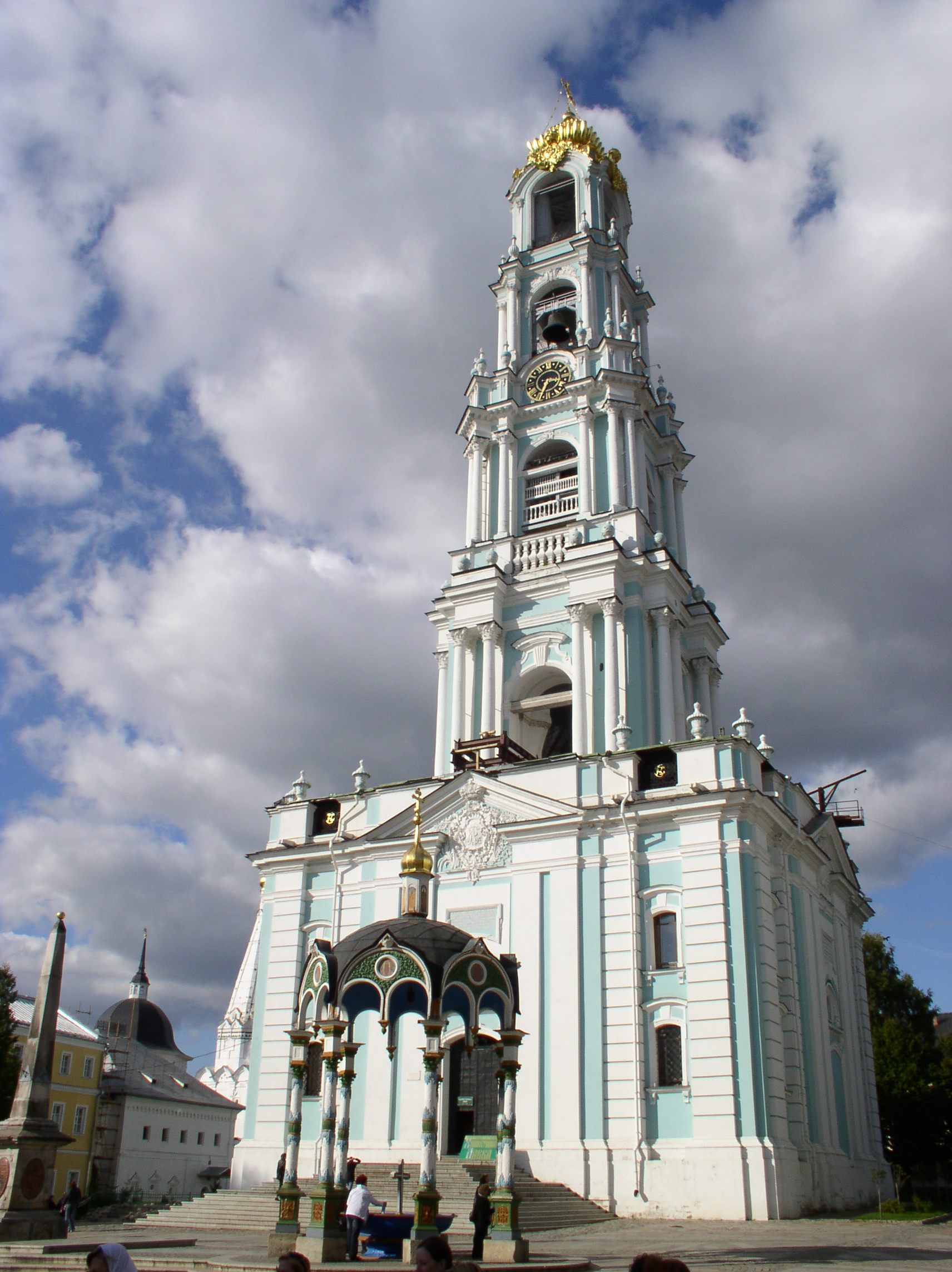
A kolostor harangtornya

### 18. század
- A Harangtorony (Колокольня, kolokolnya, 1740-1470) az orosz barokk építészet egyik kiemelkedő alkotása. Eredetileg háromszintesre tervezték, ám építése közben kiderült, hogy magasabb építményre van szükség. Az új, ötszintes harangtorony tervét Dmitrij Uhtomszkij, az orosz barokk kiváló építésze készítette el. A kereszttel együtt 88 m magas, gazdagon díszített torony az egész épületegyüttest uralja és a város legtöbb pontjáról látható.
- A 18. században készült több egyházi és világi épület közül legjelentősebb a Razumovszkij gróf által építtetett nyolcszög alaprajzú, barokk Szmolenszki Istenanya-ikon temploma (1745-1748), szintén Uhtomszkij alkotása, és megemlíthető több átalakítás, köztük a már említett cári palota és egy jóval korábbi épület, a Pátriárka palotája teljes átépítése.